# Roel de Vries
Roel de Vries is een voormalig Nederlands syndicalist.

## Levensloop
Roel de Vries trad in december 1967 in dienst op het NVV-afdelingskantoor te Amsterdam. In februari 1971 werd hij aangesteld als rayonbestuurder, in augustus 1975 als districtsbestuurder en in december 1980 als bondsbestuurder bij de Bouwbond NVV (na de fusie met de KBBH in 1982 B&HB). In april 1985 werd hij vervolgens vicevoorzitter en in 1993 volgde hij Jan Schuller op als voorzitter, een functie die hij uitoefende tot april 2003. Hij werd in deze hoedanigheid opgevolgd door Dick van Haaster.
Daarnaast was hij voorzitter van de Internationale Federatie der Bouw- en Houtbewerkers (IFBH), een functie die hij uitoefende tot aan de fusie van de IFBH met de World Federation of Building and Wood Workers (WFBW) tot Building and Wood Workers' International (BWI) op 8 december 2005.